# Nulbeheer

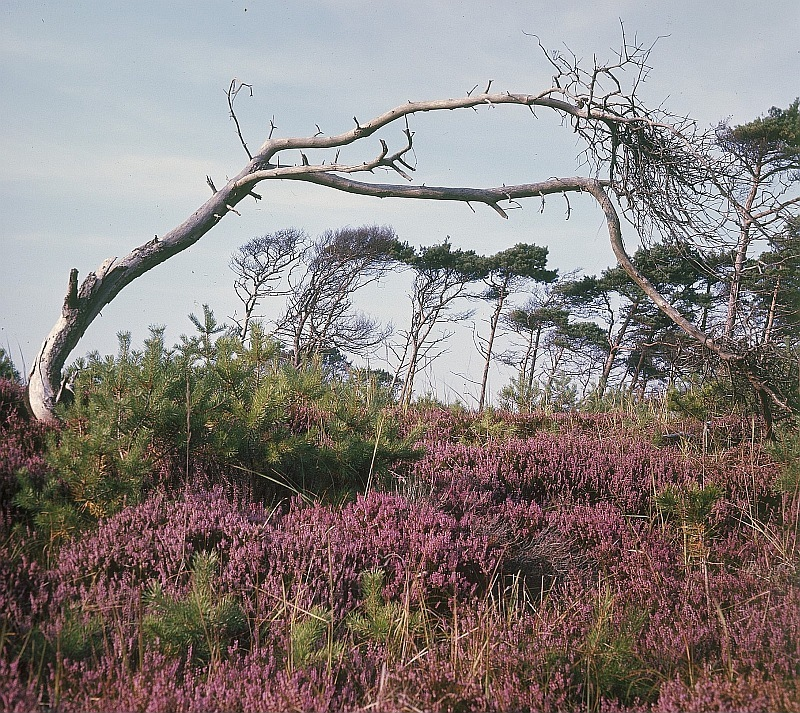
Nulbeheer in Mecklenburg-Vorpommern

Nulbeheer, ook klapstoelbeheer of nietsdoenbeheer genoemd, is een vorm van natuurbeheer waarbij men "niets doet" en de spontane successie van de natuur haar beloop laat. Niets doen resulteert in gebieden met een zeeklimaat meestal in verbossing.
Tegenover nulbeheer staat het actief beheer van bodem, planten en dieren met technieken als afbranden, hooien, maaien, begrazing, plaggen, kappen, ploegen en dergelijke meer.

## Afbeeldingen

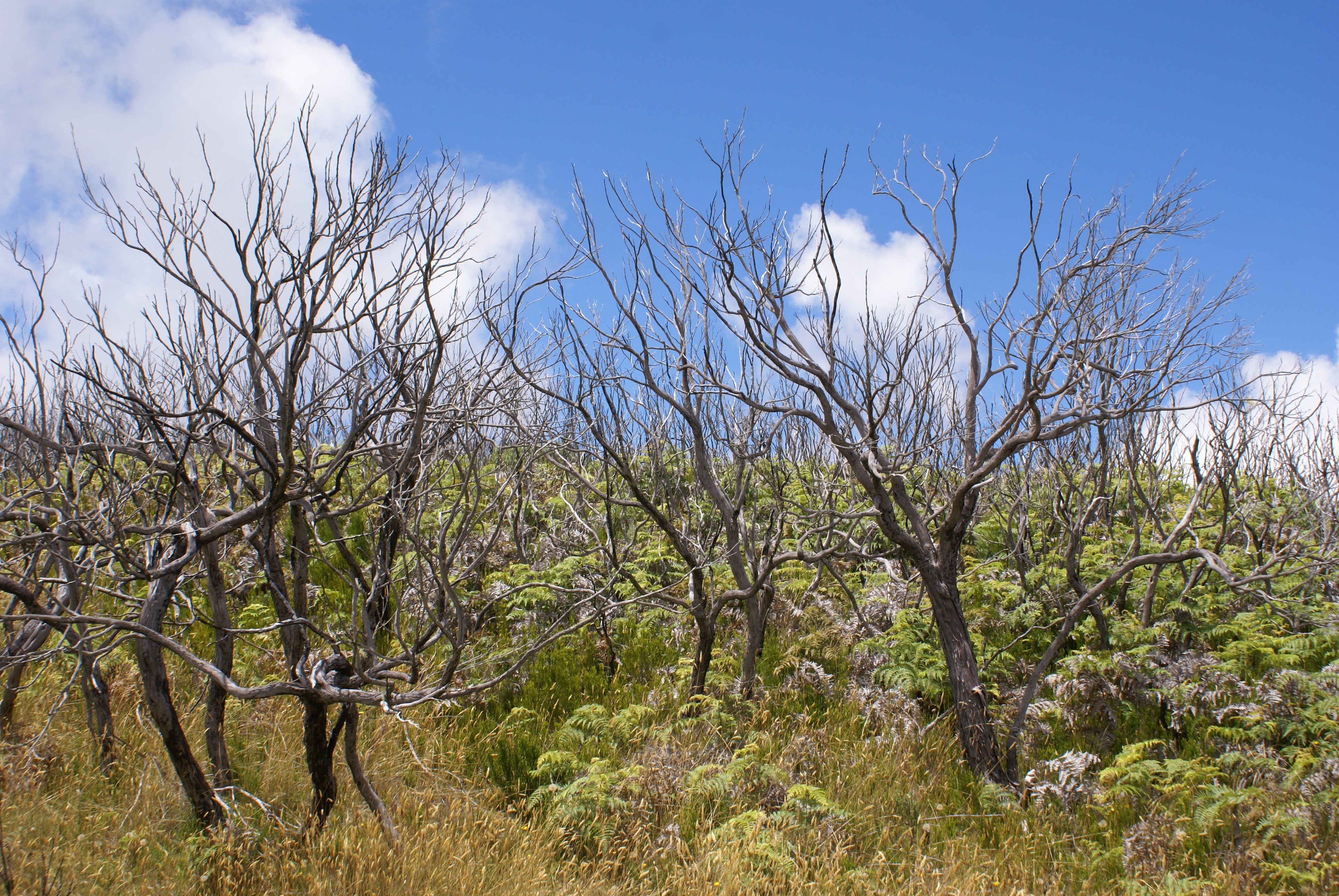
Spontane verbossing na bosbrand
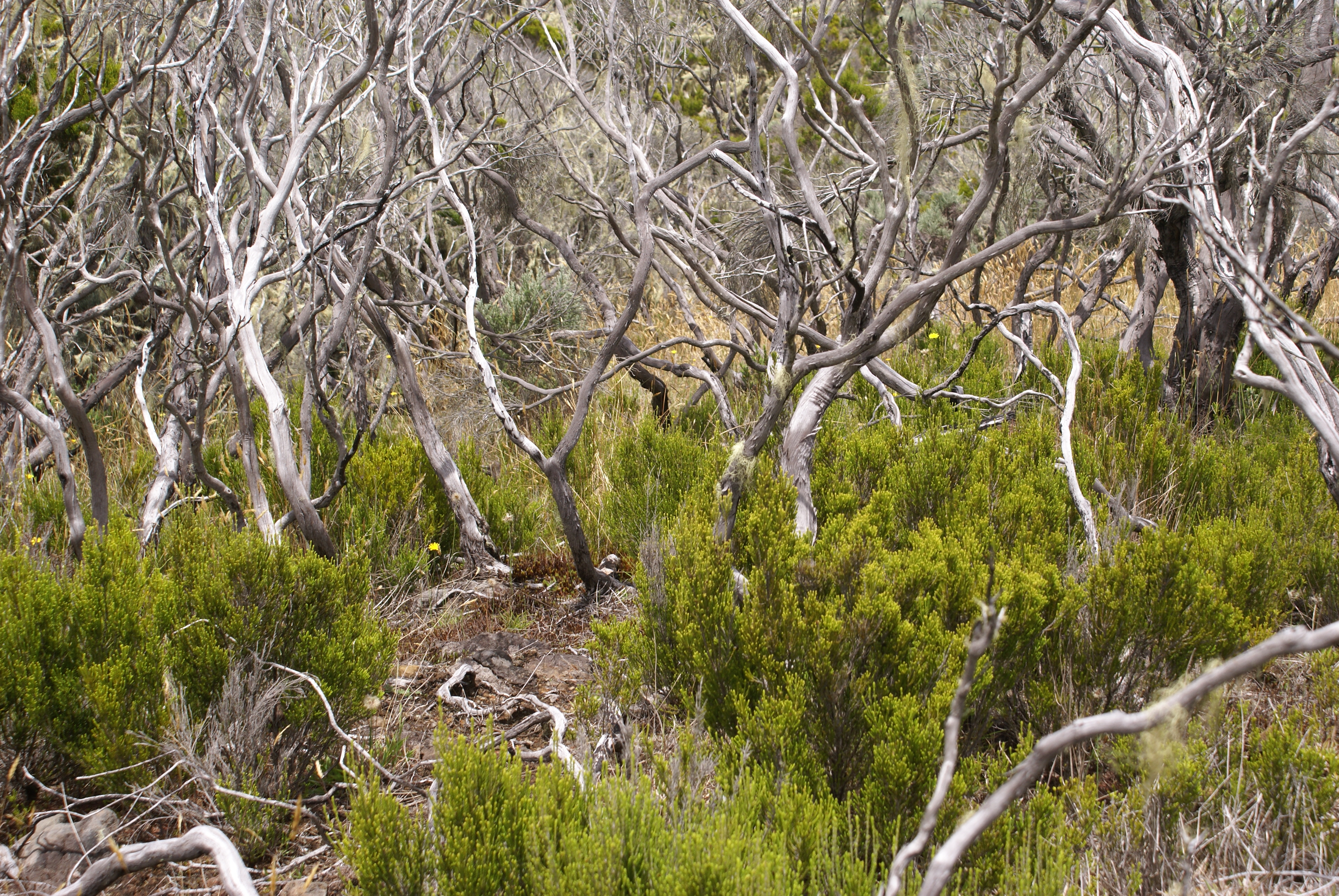
Spontane verbossing na bosbrand
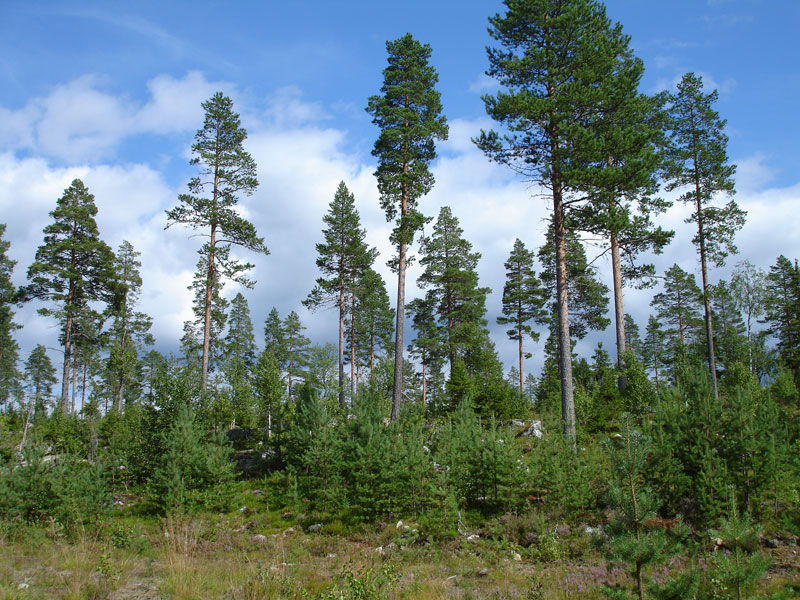
Spontane verbossing na selectieve kaalslag